# Festa da Uva
Festa da Uva er en fejring af italiensk kulturarv, der holdes hvert andet år i Caxias do Sul, Rio Grande do Sul i det sydlige Brasilien. Festa da Uva holdes i februar hvert lige år. Under Festa da Uva afholder pavillonerne i Caxias do Sul attraktioner hovedsageligt fra Sydamerika, men også fra andre regioner af verden. Besøgende kan smage på oste, druer og diverse brasilianske vine. De store menneskeflokke drager også uafhængige sælgere til, som kan leje boder for at sælge lokalprodukter fra den sydlige gaúchoprovins.
Festa da Uva afholder også parader, der går igennem byen om natten. Festen ledes af en Rainha (Dronning) og to Princesas (Prinsesser), som skal dyste i en skønhedskonkurrence for at blive valgt. Første gang en dronning blev valgt til Festa da Uva var i 1933.